# Pierre-Horace Plourde
Pierre-Horace Plourde, né le 20 mai 1892 à Rivière-du-Loup et mort le 5 novembre 1983 à Montréal, est un homme politique québécois.